# Fulton Fish Market

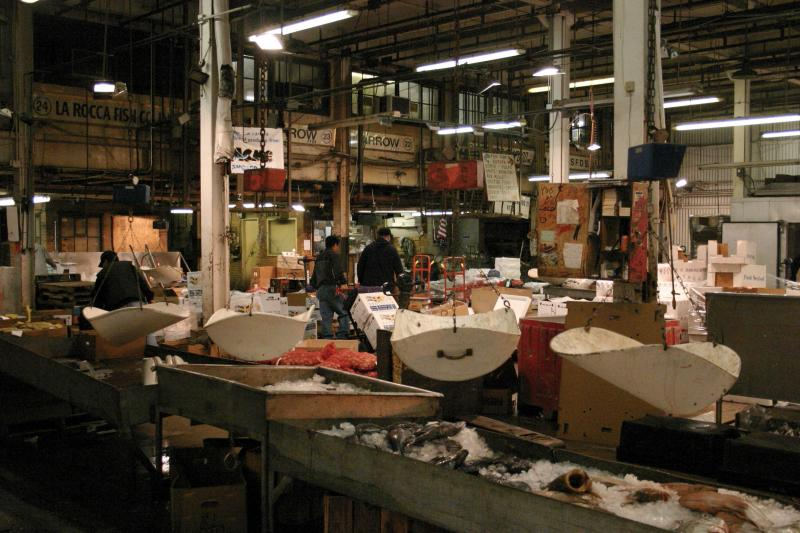
Interior del Mercado Fulton.

El Mercado Fulton de Pescado o Fulton Fish Market es un mercado de pescado en Nueva York, Estados Unidos. Originalmente fue un ala del Mercado Fulton, establecido en 1822 para vender variedad en los productos alimenticios. En noviembre de 2005, el mercado se trasladó a una nueva instalación en Hunts Point en el Bronx desde su histórica ubicación, cerca del Puente de Brooklyn a lo largo del Río Este en la costa y por encima de la calle Fulton en Lower Manhattan, en Nueva York. 
Durante la mayor parte de sus 183 años de permanencia en su sitio original, el mercado Fulton fue el más importante mercado mayoritario en ventas de pescado en los Estados Unidos. Con su apertura en 1822, fue el destino de los barcos de pesca de todo el Océano Atlántico. En la década de 1950, la mayoría del pescado del mercado era embarcado en camiones desde los muelles. Los mayoristas en el mercado luego lo vendían a los minoristas y restauranteros que compraban el producto fresco y de cualquier variedad imaginable. 
Los precios en el mercado fueron rastreados y comunicados por el Gobierno de los EE. UU. En su ubicación original, que fue uno de los últimos y más importantes, de los grandes mercados mayoristas de alimentos de Nueva York. Sobrevivió a grandes incendios en 1835, 1845, 1918, y 1995.

## Crimen Organizado
Durante la mayor parte del siglo XX el mercado estaba asociado con una o más familias de la Mafia de Nueva York. En 1988, la oficina del Fiscal de EE. UU. presentó una demanda federal en virtud de las leyes de extorsión para nombrar a un administrador para trabajar y controlar el mercado. Un administrador fue nombrado, pero la medida fue incapaz de limitar la influencia de la delincuencia organizada la cual era ilimitada. Desde el 2001, el mercado ha sido regulado por la Comisión de Integridad de Negocios de la Ciudad de Nueva York, en un esfuerzo por eliminar la influencia de la delincuencia organizada.

## Nuevas Instalaciones en el Bronx

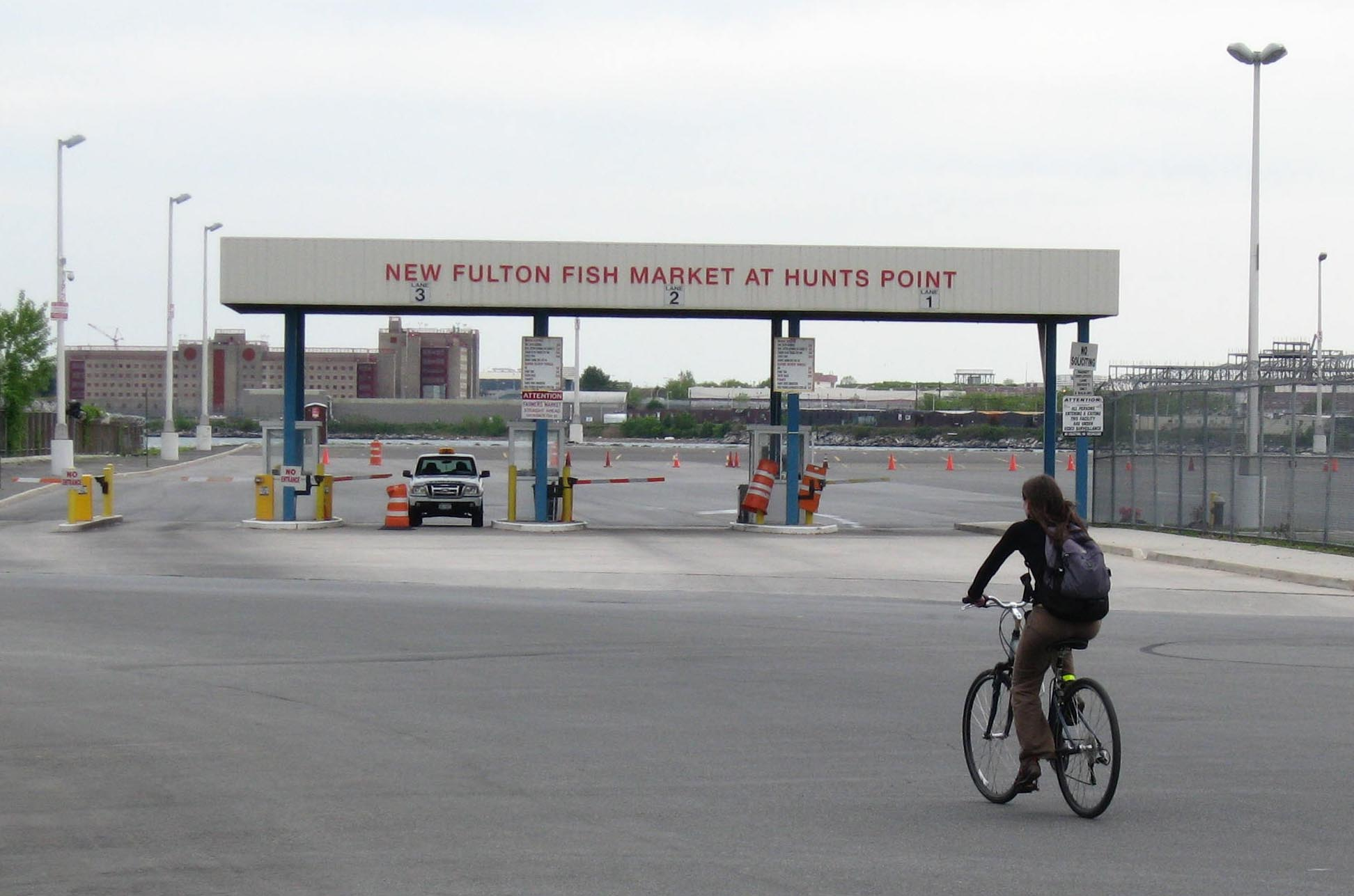
Puerta de entrada.

El 14 de noviembre del 2005, casi 4 años después de que la estructura de $ 85 millones se completara, el mercado abrió en su nueva ubicación situada en el Bronx. 
El traslado se retrasó debido a problemas jurídicos.
La última hora se disputó entre una empresa que había tenido una vigencia de diez años de monopolio en la prestación de camiones para el traslado de pescado a los vendedores, frente a la cooperativa de vendedores que quería hacer la tarea en el nuevo edificio. Cuando la pugna entre las partes decidió en continuar como lo habían venido haciendo por otros tres años, el último obstáculo para el traslado se había terminado y comenzaba la nueva etapa.
El paso de la histórica sede de Manhattan se debió a una serie de factores:
- Ubicación
- Falta de modernas comodidades, como el control de clima
- El aumento en el valor de bienes raíces de Manhattan en cuanto al sitio de venta al por menor y de uso residencial
- Reurbanización de presión debido a la proximidad conveniente entre el South Street Seaport y el área de Fulton/EastRiver

## Otros comercios al por mayor en los mercados de alimentos
De los distintos mercados mayoristas de alimentos que alguna vez fuesen comunes en Manhattan, a partir del 2006, sólo el mercado de la carne en el lado Oeste en torno a la calle 14 se mantiene. El enorme e histórico Mercado Washington mercado mayorista de producción en Chambers Street, también en el lado Oeste, fue desplazado al Bronx tanto para la construcción de modernas instalaciones, como para la construcción del World Trade Center.

## SigloXIXlos mercados de pescado en la ciudad de Nueva York
El mercado Fulton fue uno de los primeros mercados al aire libre en Nueva York. De un periódico de Nueva York de fecha 1831:

"... In Nueva York, there are a number of Markets. Those called Fulton and Washington Markets are the largest. Fulton Market is at the East end of Fulton Street near the East River, and the Washington Market is on the West end, near the North River. The first was formerly situated in Maiden Lane on the East River side, and was called Fly Market. The latter was also in Maiden Lane, near Broadway, and went by the name Bear Market. These are the two principal markets. The next in size is Catherine Market, on Catherine Street, East River. There is also Franklin Market, in Old Slip; Centre Market, in Grand, near Orange Street; Linton Market, North River, foot of Canal Street; Essex Market, Essex Street; Grand Street Market, at the Williamsburgh Ferry; and the Tomkins Market, at the junction of the Third Avenue and the Bowery. "

"... En Nueva York, hay varios mercados. Los llamados Fulton y Washington son los mercados más grandes. El mercado Fulton se encuentra en el extremo oriental de Fulton Street, cerca del East River, y el mercado de Washington está en el West End, cerca del río del Norte. El primero fue situado en Maiden Lane en el lado este del río, y fue llamado mercado de moscas. El último fue situado también en Maiden Lane, cerca de Broadway, y tuvo por nombre mercado del oso. Estos son los dos principales mercados. El siguiente en tamaño es el mercado Catherine, en la calle Catherine, East River. También hay un mercado Franklin, en Old Slip; el mercado del centro, en el condado de Grand, cerca de la Calle Orange; Mercado Linton, North River, a un pie de Canal Street; Mercado Essex, en Essex Street, Grand Street Market, en el Williamsburgh Ferry, y el mercado Tomkins , En el cruce de la Tercera Avenida y el Bowery. "